# 美国纽约南区联邦地区法院
美国纽约南区联邦地区法院（在法律引用中缩写为“S.D.N.Y.”）是美国的一个联邦地区法院。本法院判决的案件如需上诉，需上诉至联邦第二巡回上诉法院，专利及《塔克法案》相关的案件需上诉至联邦巡回区法院。纽约南区法院是美国最有影响力、案件处理量最大的法院之一，因为纽约市（除布鲁克林、皇后区、斯塔滕岛，后三地属于东区）很多涉及联邦法的案件都要在此审理。现任首席法官为科琳·麥克馬洪。

## 司法管辖区
以下地区位于纽约南区法院的司法管辖之下：曼哈顿，布朗克斯，威斯特切斯特郡，帕特南县，罗克兰县，奥兰治县，达奇斯县，沙利文县。美国纽约南区联邦检察院在纽约南区法院中代表联邦政府充当原告或被告。纽约南区有三座法院，两座在曼哈顿，一座在白原市。在奥兰治县的米德爾敦也有一位基层法官在此审理案件。
下曼哈頓的華爾街是世上其中一個最重要的金融中心，為美國重要的司法轄區，加密貨幣交易平台FTX創辦人暨執行長山姆·班克曼-弗里德（Sam Bankman-Fried）之金融詐欺案曾在此審理並遭判處有罪。

## 历史
本院为根据《1789司法法》（1 Stat. 73）于1789年9月24日最先建立的13个法院之一，当时其管辖权覆盖整个纽约州。  
1814年4月9日通过的法律（3 Stat. 120）将纽约区再拆分为南北两区。
南区后来又被1865年2月25日通过的 13 Stat. 438 分割出东区，再于1900年5月12日通过的 31 Stat. 175 分割出西区。
在南区存在的几百年时间里，其最早处理的大多是海事诉讼，之后又出现了大量破产诉讼。而破产诉讼案的激增，使得南区专门成立了破产法庭来处理此类案件。
从创建肇始，南区法官员额就有142个，比其他任何区法院都多。当中有12位法官得到提名，升任为第二巡回法庭的法官。
这十二位供职第二巡回庭的原南区法官中有两位，塞缪尔·布拉奇福德和索尼娅·索托马约尔，之后又从第二巡回庭晋升到最高法院。

## 联邦地区法院法官
美国纽约南区联邦地区法院设有28个法定法官席位，由美国总统提名并经美国参议院批准任命的联邦法官出任。

## 參閱
- 纽约的法庭
- 美國紐約南區聯邦檢察官(United States Attorney for the Southern District of New York；美國紐約南區聯邦檢察長)
- 普里特·巴拉拉(Preet Bharara)
- 哥倫比亞法律評論(Columbia Law Review)
- 美國聯邦司法中心(Federal Judicial Center)